# Burquina Fasso nos Jogos Olímpicos de Verão da Juventude de 2010
O Burquina Fasso participou dos Jogos Olímpicos de Verão da Juventude de 2010 em Singapura. Sua delegação foi composta de três atletas que competiram em igual número de esportes.

## Atletismo
| Evento          | Atleta     | Qualificação | Qualificação | Final     | Final        |
| Evento          | Atleta     | Resultado    | Posição      | Resultado | Posição      |
| --------------- | ---------- | ------------ | ------------ | --------- | ------------ |
| 100 m masculino | Ben Nombre | 11.71        | 26º (5º qE)  | 11.48     | 2º (Final D) |

## Natação
| Evento              | Atleta             | Qualificação | Qualificação | Semifinais  | Semifinais  | Final       | Final       |
| Evento              | Atleta             | Resultado    | Posição      | Resultado   | Posição     | Resultado   | Posição     |
| ------------------- | ------------------ | ------------ | ------------ | ----------- | ----------- | ----------- | ----------- |
| 50 m livre feminino | Angelika Ouedraogo | 36.29        | 59º (6º qB)  | Não avançou | Não avançou | Não avançou | Não avançou |
| 50 m peito feminino | Angelika Ouedraogo | 42.21        | 23º (2º qA)  | Não avançou | Não avançou | Não avançou | Não avançou |

## Taekwondo
| Evento              | Atleta          | 1ª rodada    | Quartas-de-final                 | Semifinais  | Final       | Pos. final |
| ------------------- | --------------- | ------------ | -------------------------------- | ----------- | ----------- | ---------- |
| Até 63 kg masculino | Lamine Bagayogo | Sem oponente | KOR Byeong Deok Seo D RSC 3 1:05 | Não avançou | Não avançou | 8º         |